# Ligne de tramway A (SNCV Groupe de Bruxelles Sud)
 (janvier 2022).
Pour les articles homonymes, voir Ligne A.
La ligne A est une ancienne ligne du tramway vicinal de Bruxelles de la Société nationale des chemins de fer vicinaux (SNCV) qui reliait Bruxelles à Dilbeek.

## Histoire
Tableaux : 1931 288 ; 1958 518
1965 : suppression, remplacement par une ligne d'autobus sous le même indice.